# アトラクション (競走馬)
アトラクション（Attraction、2001年2月19日 - ）はイギリスの競走馬、繁殖牝馬。生まれつき前脚が外向していながら2003年のカルティエ賞最優秀2歳牝馬に選ばれる成績を収め、翌2004年には史上初めて英1000ギニー・愛1000ギニーのダブル制覇を達成した。

## 概要と戦績
アトラクションは生まれたときから脚が外側に曲がっており、競走馬としては致命的ともいえる欠点があった。そのためセールに上場することができなかった。また前脚をバタフライのようにたたきつけるバタフライ走法と呼ばれる走り方をしていた。

### 2003年（2歳）
デビュー戦は4月29日と早く、ここを5馬身差で快勝すると続く牝馬限定一般戦とリステッド競走を連勝する。重賞初挑戦となるクイーンメアリーステークスでも3馬身差で快勝、G2のチェリーヒントンステークスでは5馬身差で完勝した。競走の後、フランスに遠征する予定もあったが骨折が判明し休養に入った。G1競走にも出走しておらず、2歳最後の出走が7月と、まだデビューしていない競走馬が多くいた時期だったが、この年のカルティエ賞最優秀2歳牝馬に選ばれた。これは出走していた競走が全て2馬身以上の差をつけた完勝だったことなどによる。

### 2004年（3歳）
クラシック競走である1000ギニーで復帰。マイル初挑戦、10ヶ月ぶりの出走ながら2番人気に推され、レースではサンデーサイレンス産駒であるサンドロップを半馬身押さえて逃げ切り、クラシックホースとなった。続いて出走したアイリッシュ1000ギニーでは1番人気に支持され、アレキサンダーゴールデンを1馬身差で下し、史上初となる英愛1000ギニー連覇を成し遂げた。コロネーションステークスではさらに着差を広げ、後続に2馬身1/2差で勝利した。8月15日、初めての古馬との対戦となるファルマスステークスに出走。ここでも1番人気に支持されたがソヴィエトソングの2着となり、デビューからの連勝は8で止まった。続いてフランスに遠征しジャックルマロワ賞に出走するが、重馬場が影響したのか勝ち馬のウィッパーから大きく離された殿負けを喫し、その後のメイトロンステークスではまたしてもソヴィエトソングの2着に敗れた。その後サンチャリオットステークスに出走し、シックをクビ差押さえ勝利するが、競走後に脚を故障して休養に入った。この年G1競走4勝2着2回という成績を残すが、英愛オークスを制覇しブリーダーズカップ・フィリー&メアターフにも勝利したウィジャボードがカルティエ賞年度代表馬及び最優秀3歳牝馬に選ばれたため、アトラクションはカルティエ賞を受賞できなかった。

### 2005年（4歳）
5月、香港のチャンピオンズマイル（当時国際格付なし）で復帰するが、ブリッシュラックから離された11着に敗れる。その後は軽い怪我などもあり8月まで休養しG3･ハンガーフォードステークスに出走したが、4着に敗れた。そしてメイトロンステークスに出走。人気はシックに譲ったものの、レースでは逃げ切って久々の勝利を挙げたが、この直後に再び脚を故障してしまい引退した。

## 競走成績
| 出走日     | 競馬場           | 競走名                       | 格 | 距離    | 着順 | 騎手             | 着差      | 1着（2着）馬        |
| ---------- | ---------------- | ---------------------------- | -- | ------- | ---- | ---------------- | --------- | ------------------- |
| 2003.04.29 | ノッティンガム   | オークションステークス       |    | 芝5f13y | 1着  | K.ダルグレイシュ | 5馬身     | (Avid Spell)        |
| 2003.05.17 | サースク         | フィリーズステークス         |    | 芝5f    | 1着  | J.ファニング     | 2馬身     | (Mirasol Princess)  |
| 2003.06.04 | ビヴァリー       | ヒラリーニードラートロフィー | LR | 芝5f    | 1着  | K.ダルグレイシュ | 2 1/2馬身 | (Tolzey)            |
| 2003.06.18 | アスコット       | クイーンメアリーステークス   | G3 | 芝5f    | 1着  | K.ダーレイ       | 3馬身     | (Catstar)           |
| 2003.07.08 | ニューマーケット | チェリーヒントンステークス   | G2 | 芝6f    | 1着  | K.ダーレイ       | 5馬身     | (Pearl Grey)        |
| 2004.05.02 | ニューマーケット | 1000ギニー                   | G1 | 芝8f    | 1着  | K.ダーレイ       | 1/2馬身   | (Sundrop)           |
| 2004.05.23 | カラ             | アイリッシュ1000ギニー       | G1 | 芝8f    | 1着  | K.ダーレイ       | 1馬身     | (Alexander Goldrun) |
| 2004.06.18 | アスコット       | コロネーションステークス     | G1 | 芝8f    | 1着  | K.ダーレイ       | 2 1/2馬身 | (Majestic Desert)   |
| 2004.07.06 | ニューマーケット | ファルマスステークス         | G1 | 芝8f    | 2着  | K.ダーレイ       | 2 1/2馬身 | Soviet Song         |
| 2004.08.15 | ドーヴィル       | ジャックルマロワ賞           | G1 | 芝1600m | 10着 | K.ダーレイ       | 23馬身    | Whipper             |
| 2004.09.11 | レパーズタウン   | メイトロンステークス         | G1 | 芝8f    | 2着  | K.ダーレイ       | 1/2馬身   | Soviet Song         |
| 2004.10.02 | ニューマーケット | サンチャリオットステークス   | G1 | 芝8f    | 1着  | K.ダーレイ       | クビ      | (Chic)              |
| 2005.05.14 | 沙田             | チャンピオンズマイル         |    | 芝1600m | 11着 | K.ダーレイ       | 2.4秒     | Bullish Luck        |
| 2005.08.13 | ニューベリー     | ハンガーフォードステークス   | G3 | 芝7f    | 4着  | K.ダーレイ       | 6 1/4馬身 | Sleeping Indian     |
| 2005.09.10 | レパーズタウン   | メイトロンステークス         | G1 | 芝8f    | 1着  | K.ダーレイ       | 3/4馬身   | (Chic)              |

## 引退後
2007年3月1日、初仔となる父ケープクロスの牝馬を生んだ。
産駒ではネオアトラクション（2012年産、牡、父Montjeu）が日本に輸入されて外国産馬として走り、中央競馬で19戦2勝と実績は残せなかったが、引退後は種牡馬となっている。

## 血統表
| アトラクション (Attraction)の血統 | アトラクション (Attraction)の血統 | アトラクション (Attraction)の血統 | （血統表の出典） | （血統表の出典） |
| 父系                              | ハイペリオン系                    | ハイペリオン系                    | ハイペリオン系   | [ § 2 ]          |
| 父 Efisio 1982 鹿毛               | 父の父Formidable 1975 鹿毛        | Forli                             | Aristophanes     | Aristophanes     |
| 父 Efisio 1982 鹿毛               | 父の父Formidable 1975 鹿毛        | Forli                             | Trevisa          |                  |
| 父 Efisio 1982 鹿毛               | 父の父Formidable 1975 鹿毛        | Native Partner                    | Raise a Native   | Raise a Native   |
| 父 Efisio 1982 鹿毛               | 父の父Formidable 1975 鹿毛        | Native Partner                    | Dinner Partner   |                  |
| 父 Efisio 1982 鹿毛               | 父の母Eldoret 1976 鹿毛           | High Top                          | Derring-Do       | Derring-Do       |
| 父 Efisio 1982 鹿毛               | 父の母Eldoret 1976 鹿毛           | High Top                          | Camenae          |                  |
| 父 Efisio 1982 鹿毛               | 父の母Eldoret 1976 鹿毛           | Bamburi                           | Ragusa           | Ragusa           |
| 父 Efisio 1982 鹿毛               | 父の母Eldoret 1976 鹿毛           | Bamburi                           | Kilifi           |                  |
| 母 Flirtation 1994 鹿毛           | 母の父Pursuit of Love 1989 鹿毛   | *グルームダンサー                 | Blushing Groom   | Blushing Groom   |
| 母 Flirtation 1994 鹿毛           | 母の父Pursuit of Love 1989 鹿毛   | *グルームダンサー                 | Featherhill      |                  |
| 母 Flirtation 1994 鹿毛           | 母の父Pursuit of Love 1989 鹿毛   | Dance Quest                       | Green Dancer     | Green Dancer     |
| 母 Flirtation 1994 鹿毛           | 母の父Pursuit of Love 1989 鹿毛   | Dance Quest                       | Polyponder       |                  |
| 母 Flirtation 1994 鹿毛           | 母の母Eastern Shore 1979 栗毛     | *サンプリンス                     | Princely Gift    | Princely Gift    |
| 母 Flirtation 1994 鹿毛           | 母の母Eastern Shore 1979 栗毛     | *サンプリンス                     | Costa Sola       |                  |
| 母 Flirtation 1994 鹿毛           | 母の母Eastern Shore 1979 栗毛     | Land Ho                           | *プリメラ        | *プリメラ        |
| 母 Flirtation 1994 鹿毛           | 母の母Eastern Shore 1979 栗毛     | Land Ho                           | Lucasland        |                  |
| 母系(F-No.)                       | Lavant系(FN:B3)                   | Lavant系(FN:B3)                   | Lavant系(FN:B3)  | [ § 3 ]          |
| 5代内の近親交配                   | アウトブリード                    | アウトブリード                    | アウトブリード   | [ § 4 ]          |
| 出典                              | 1. 2. 3. 4.                       | 1. 2. 3. 4.                       | 1. 2. 3. 4.      | 1. 2. 3. 4.      |

- 近親にLord of Men（サラマンドル賞）、Sonic Lady（アイリッシュ1000ギニー、サセックスステークス、ムーランドロンシャン賞）、ロジユニヴァース（東京優駿）などがいる。